# Maria van Luxemburg (1562-1623)
Maria van Luxemburg (Lamballe, 12 februari 1562 - Anet, 6 september 1623) was van 1569 tot aan haar dood hertogin van Penthièvre. Ze behoorde tot het huis Luxemburg.

## Levensloop
Maria was de enige overlevende dochter van Sebastiaan van Luxemburg, graaf en hertog van Penthièvre, uit diens huwelijk met Marie de Beaucaire, dochter van Jan van Beaucaire, seneschalk van het graafschap Poitou. Haar vader overleed in 1569, waarna ze op zevenjarige leeftijd hertogin van Penthièvre werd. Op 12 juli 1579 huwde ze in Parijs met Filips Emanuel van Lotharingen (1558-1602), hertog van Mercœur en zwager van koning Hendrik III van Frankrijk. Die zou namens zijn echtgenote de regering over Penthièvre op zich nemen.
Ze stamde af van het huis Penthièvre, dat op zijn beurt zijn wortels had in het huis Dreux, lange tijd de leverancier van de hertogen van Bretagne. Gedurende de 14e-eeuwse Bretonse Successieoorlog had het huis Penthièvre de macht in Bretagne verloren aan het huis Montfort. Vervolgens had de familie meermaals, zonder succes, geprobeerd om de Montforts af te zetten. Maria's echtgenoot wilde de soevereiniteit van Bretagne herstellen en probeerde een onafhankelijke positie te verwerven, maar de realisatie van het project werd tegengehouden door koning Hendrik IV. Bovendien raakte Maria quasi geruïneerd door het vele geld dat haar man moest uitgeven voor zijn deelname aan de Hugenotenoorlogen en de oorlog tegen de Ottomanen in Hongarije. Ook weigerde ze zich jarenlang te verzoenen met Hendrik IV. Ze kwam pas terug naar Parijs in 1603, ter gelegenheid van de begrafenis van haar schoonzus Louise van Lotharingen, de weduwe van koning Hendrik III.
In 1602 overleed haar echtgenoot, waarna Maria alleen over Penthièvre regeerde. Haar dochter Francisca, die haar vader opvolgde als hertog van Mercœur, huwde op 7 juli 1609 met Caesar van Vendôme, een buitenechtelijk kind van koning Hendrik IV van Frankrijk. Maria verzette zich lang tegen het huwelijk, ze had er problemen mee dat Caesar een bastaard was, maar de hoge geldsommen die Hendrik IV aan haar betaalde en het gebrek van steun dat ze bij haar familieleden vond, deden haar overstag gaan.
Na haar terugkeer in Parijs deed ze veel donaties aan kloosterordes en stichtte ze verschillende kloosters, waaronder het kapucijnenklooster in de Faubourg Saint-Honoré en het klooster van de Feuillants. Ze stierf in september 1623 op 61-jarige leeftijd in het kasteel van Anet en werd als hertogin van Penthièvre opgevolgd door haar dochter Francisca.

## Nakomelingen
Maria van Luxemburg en Filips Emanuel van Lotharingen kregen vier kinderen:
- Frans, jong gestorven
- Lodewijk, jong gestorven
- Filips Lodewijk (1589-1590)
- Francisca (1592-1669), huwde in 1608 met hertog Caesar van Vendôme